# Provincia Ogooué-Maritime
Provincia Ogooué-Maritime este una dintre cele 9 unități administrativ-teritoriale de gradul I ale statului Gabon.